# Kaiserpokal 2018
Der Kaiserpokal 2018 war die 98. Austragung des höchsten japanischen Fußballpokalwettbewerbs.
Der Pokal startete mit der ersten Runde am 26. Mai 2018 und endete mit dem Finale am 9. Dezember 2018.

## Termine
| Runde         | Datum                                |
| ------------- | ------------------------------------ |
| 1. Runde      | 26./27. Mai 2018                     |
| 2. Runde      | 6. Juni 2018                         |
| 3. Runde      | 11. Juli 2018 / 22. August 2018      |
| Achtelfinale  | 22. August 2018 / 26. September 2018 |
| Viertelfinale | 24. Oktober 2018 / 21. November 2018 |
| Halbfinale    | 5. Dezember 2019                     |
| Finale        | 9. Dezember 2019                     |

## 1. Runde
| Datum        |                                  | Ergebnis              |                                          |
| ------------ | -------------------------------- | --------------------- | ---------------------------------------- |
| 26. Mai 2018 | Iwaki FC                         | 1:2                   | Sony Sendai FC                           |
| 26. Mai 2018 | Tadotsu FC                       | 2:2 n. V. (4:2 i. E.) | Tōkai-Universität Kumamoto               |
| 26. Mai 2018 | Sakushin Gakuin University       | 3:3 n. V. (8:9 i. E.) | ReinMeer Aomori FC                       |
| 26. Mai 2018 | Kōchi United SC                  | 2:0                   | Mitsubishi Mizushima FC                  |
| 26. Mai 2018 | AC Nagano Parceiro               | 3:2                   | Niigata University of Health and Welfare |
| 26. Mai 2018 | Arterivo Wakayama                | 2:3 n. V.             | Honda FC                                 |
| 26. Mai 2018 | Nara Club                        | 2:0                   | Kanazawa Seiryo University               |
| 26. Mai 2018 | Saurcos Fukui                    | 2:3 n. V.             | Chukyo University                        |
| 26. Mai 2018 | FC Osaka                         | 3:0                   | Tokuyama University                      |
| 26. Mai 2018 | FC Ryūkyū                        | 1:1 n. V. (5:6 i. E.) | FC Imabari                               |
| 27. Mai 2018 | Pädagogische Hochschule Hokkaidō | 1:1 n. V. (5:4 i. E.) | Nirasaki Astros                          |
| 27. Mai 2018 | SRC Hiroshima                    | 0:4                   | Matsue City FC                           |
| 27. Mai 2018 | Universität Fukuoka              | 1:0                   | FC Tokushima                             |
| 27. Mai 2018 | Blaublitz Akita                  | 0:1                   | Vonds Ichihara                           |
| 27. Mai 2018 | Ryutsu Keizai Dragons            | 2:0                   | Universität Yamagata                     |
| 27. Mai 2018 | Thespakusatsu Gunma              | 2:1                   | Komazawa-Universität                     |
| 27. Mai 2018 | Gainare Tottori                  | 1:1 n. V. (4:2 i. E.) | Verspah Ōita                             |
| 27. Mai 2018 | YSCC Yokohama                    | 3:2                   | Tokyo International University           |
| 27. Mai 2018 | Suzuka Unlimited FC              | 0:1                   | Kwansei-Gakuin-Universität               |
| 27. Mai 2018 | Kataller Toyama                  | 1:0                   | Ococias Kyoto AC                         |
| 27. Mai 2018 | Saga LIXIL FC                    | 0:3                   | Tegevajaro Miyazaki                      |
| 27. Mai 2018 | Iwate Grulla Morioka             | 1:2                   | Ryutsu Keizai University FC              |
| 27. Mai 2018 | NK Kani                          | 0:3                   | Mio Biwako Shiga                         |
| 27. Mai 2018 | Kagoshima United FC              | 3:0                   | Nagasaki Institute of Applied Science    |

## 2. Runde
| Datum        |                            | Ergebnis              |                                  |
| ------------ | -------------------------- | --------------------- | -------------------------------- |
| 6. Juni 2018 | Sanfrecce Hiroshima        | 2:0                   | Gainare Tottori                  |
| 6. Juni 2018 | Kawasaki Frontale          | 3:2                   | Sony Sendai FC                   |
| 6. Juni 2018 | Mito Hollyhock             | 2:0                   | Ehime FC                         |
| 6. Juni 2018 | Shonan Bellmare            | 1:0                   | Pädagogische Hochschule Hokkaidō |
| 6. Juni 2018 | V-Varen Nagasaki           | 2:1 n. V.             | Matsue City FC                   |
| 6. Juni 2018 | Sagan Tosu                 | 7:0                   | Tadotsu FC                       |
| 6. Juni 2018 | Tokushima Vortis           | 1:0                   | Tochigi SC                       |
| 6. Juni 2018 | Vissel Kōbe                | 3:0                   | Universität Fukuoka              |
| 6. Juni 2018 | JEF United Ichihara Chiba  | 2:2 n. V. (5:4 i. E.) | ReinMeer Aomori FC               |
| 6. Juni 2018 | Kashiwa Reysol             | 6:0                   | Vonds Ichihara                   |
| 6. Juni 2018 | Montedio Yamagata          | 2:2 n. V. (4:2 i. E.) | FC Gifu                          |
| 6. Juni 2018 | FC Tokyo                   | 4:2                   | Ryutsu Keizai Dragons            |
| 6. Juni 2018 | Albirex Niigata            | 0:0 n. V. (5:3 i. E.) | Kōchi United SC                  |
| 6. Juni 2018 | Yokohama F. Marinos        | 4:3                   | FC Osaka                         |
| 6. Juni 2018 | Yokohama FC                | 2:0                   | Kamatamare Sanuki                |
| 6. Juni 2018 | Vegalta Sendai             | 4:0                   | Thespakusatsu Gunma              |
| 6. Juni 2018 | Ōmiya Ardija               | 1:0                   | AC Nagano Parceiro               |
| 6. Juni 2018 | Kashima Antlers            | 6:1                   | Honda FC                         |
| 6. Juni 2018 | Fagiano Okayama            | 0:1 n. V.             | FC Machida Zelvia                |
| 6. Juni 2018 | Nagoya Grampus             | 1:1 n. V. (7:6 i. E.) | Nara Club                        |
| 6. Juni 2018 | Urawa Red Diamonds         | 3:0                   | YSCC Yokohama                    |
| 6. Juni 2018 | Matsumoto Yamaga FC        | 1:1 n. V. (5:4 i. E.) | Roasso Kumamoto                  |
| 6. Juni 2018 | Gamba Osaka                | 1:2 n. V.             | Kwansei-Gakuin-Universität       |
| 6. Juni 2018 | Tokyo Verdy                | 3:2                   | Kataller Toyama                  |
| 6. Juni 2018 | Cerezo Osaka               | 1:0                   | Tegevajaro Miyazaki              |
| 6. Juni 2018 | Kyōto Sanga                | 1:3 n. V.             | Zweigen Kanazawa                 |
| 6. Juni 2018 | Shimizu S-Pulse            | 1:0                   | FC Imabari                       |
| 6. Juni 2018 | Ventforet Kofu             | 3:1                   | Ryūtsū-Keizai-Universität        |
| 6. Juni 2018 | Júbilo Iwata               | 3:2 n. V.             | Chukyo University                |
| 6. Juni 2018 | Ōita Trinita               | 1:2                   | Renofa Yamaguchi FC              |
| 6. Juni 2018 | Hokkaido Consadole Sapporo | 2:1                   | Mio Biwako Shiga                 |
| 6. Juni 2018 | Avispa Fukuoka             | 1:0                   | Kagoshima United FC              |

## 3. Runde
| Datum           |                            | Ergebnis              |                           |
| --------------- | -------------------------- | --------------------- | ------------------------- |
| 11. Juli 2018   | Kashima Antlers            | 5:1                   | FC Machida Zelvia         |
| 11. Juli 2018   | Kawasaki Frontale          | 1:1 n. V. (4:2 i. E.) | Mito Hollyhock            |
| 11. Juli 2018   | Shonan Bellmare            | 1:1 n. V. (4:3 i. E.) | V-Varen Nagasaki          |
| 11. Juli 2018   | Sagan Tosu                 | 3:1                   | Tokushima Vortis          |
| 11. Juli 2018   | Vissel Kōbe                | 6:1                   | JEF United Ichihara Chiba |
| 11. Juli 2018   | Kashiwa Reysol             | 1:2                   | Montedio Yamagata         |
| 11. Juli 2018   | FC Tokyo                   | 3:1                   | Albirex Niigata           |
| 11. Juli 2018   | Yokohama F. Marinos        | 2:1 n. V.             | Yokohama FC               |
| 11. Juli 2018   | Vegalta Sendai             | 1:0                   | Ōmiya Ardija              |
| 11. Juli 2018   | Urawa Red Diamonds         | 2:1                   | Matsumoto Yamaga FC       |
| 11. Juli 2018   | Kwansei-Gakuin-Universität | 0:1                   | Tokyo Verdy               |
| 11. Juli 2018   | Cerezo Osaka               | 3:0                   | Zweigen Kanazawa          |
| 11. Juli 2018   | Shimizu S-Pulse            | 0:1                   | Ventforet Kofu            |
| 11. Juli 2018   | Júbilo Iwata               | 4:1                   | Renofa Yamaguchi FC       |
| 11. Juli 2018   | Hokkaido Consadole Sapporo | 4:0                   | Avispa Fukuoka            |
| 22. August 2018 | Sanfrecce Hiroshima        | 1:1 n. V.             | Nagoya Grampus            |

## Achtelfinale
| Datum              |                     | Ergebnis              |                            |
| ------------------ | ------------------- | --------------------- | -------------------------- |
| 22. August 2018    | Kawasaki Frontale   | 3:1                   | Shonan Bellmare            |
| 22. August 2018    | Sagan Tosu          | 3:0                   | Vissel Kōbe                |
| 22. August 2018    | Montedio Yamagata   | 1:1 n. V. (7:6 i. E.) | FC Tokyo                   |
| 22. August 2018    | Yokohama F. Marinos | 2:3                   | Vegalta Sendai             |
| 22. August 2018    | Urawa Red Diamonds  | 1:0                   | Tokyo Verdy                |
| 22. August 2018    | Cerezo Osaka        | 0:1 n. V.             | Ventforet Kofu             |
| 26. September 2018 | Kashima Antlers     | 2:0 n. V.             | Sanfrecce Hiroshima        |
| 26. September 2018 | Júbilo Iwata        | 4:2                   | Hokkaido Consadole Sapporo |

## Viertelfinale
| Datum             |                    | Ergebnis              |                   |
| ----------------- | ------------------ | --------------------- | ----------------- |
| 24. Oktober 2018  | Urawa Red Diamonds | 2:0                   | Sagan Tosu        |
| 24. Oktober 2018  | Júbilo Iwata       | 1:1 n. V. (3:4 i. E.) | Vegalta Sendai    |
| 24. Oktober 2018  | Kawasaki Frontale  | 2:3                   | Montedio Yamagata |
| 21. November 2018 | Kashima Antlers    | 1:0                   | Ventforet Kofu    |

## Halbfinale
| Datum            |                    | Ergebnis |                   |
| ---------------- | ------------------ | -------- | ----------------- |
| 5. Dezember 2018 | Urawa Red Diamonds | 1:0      | Kashima Antlers   |
| 5. Dezember 2018 | Vegalta Sendai     | 3:2      | Montedio Yamagata |

## Finale
| Datum            |                    | Ergebnis |                |
| ---------------- | ------------------ | -------- | -------------- |
| 9. Dezember 2018 | Urawa Red Diamonds | 1:0      | Vegalta Sendai |

### Spielstatistik
| Paarung            | Urawa Red Diamonds – Vegalta Sendai |
| Ergebnis           | 1:0 (1:0) |
| Datum              | 9. Dezember 2018 um 16:00 Uhr |
| Stadion            | Saitama Stadium 2002, Saitama |
| Zuschauer          | 50.978 |
| Schiedsrichter     | Yudai Yamamoto |
| Tore               | 1:0 Tomoya Ugajin (13.) |
| Urawa Red Diamonds | Shūsaku Nishikawa – Takuya Iwanami, Yūki Abe, Tomoaki Makino – Daiki Hashioka, Takuya Aoki, Tomoya Ugajin, Kazuki Nagasawa, Yōsuke Kashiwagi (62. Kai Shibato) – Yūki Mutō (84. Tadanari Lee), Shinzō Kōroki (90.+5' Zlatan Ljubijankič) Cheftrainer: Oswaldo de Oliveira ( Brasilien) |
| Vegalta Sendai     | Daniel Schmidt – Yasuhiro Hiraoka, Kazuki Ōiwa, Kō Itakura – Keiya Shiihashi (80. Shin’ya Yajima), Hiroaki Okuno, Shōta Kobayashi (67. Kunimitsu Sekiguchi), Yoshihiro Nakano – Gakuto Notsuda, Ryō Germain (67. Takuma Abe), Naoki Ishihara Cheftrainer: Susumu Watanabe              |
| Gelbe Karten       | Nagasawa (89.) – Itakura (34.), Hiraoka (89.) |

### Auswechselspieler
| Auswechselspieler | Auswechselspieler |
| --- | --- |
| Urawa Red Diamonds | Vegalta Sendai |
| - Kai Shibato (62.) ▲ - Tadanari Lee (84.) ▲ - Zlatan Ljubijankič (90.+5) ▲ - Haruki Fukushima - Takuya Ogiwara - Ryōta Moriwaki - Andrew Nabbout | - Shin’ya Yajima (80.) ▲ - Kunimitsu Sekiguchi (67.) ▲ - Takuma Abe (67.) ▲ - Kentarō Seki - Katsuya Nagato - Ryang Yong-gi - Shingo Tomita |